# Кажется, я люблю свою жену
«Ка́жется, я люблю́ свою́ жену́» (англ. I Think I Love My Wife) — американская комедия 2007 года режиссёра Криса Рока. Фильм является ремейком французского фильма 1972 года «Любовь после полудня». В главных ролях Крис Рок, Керри Вашингтон и Джина Торрес.

## Сюжет
У Ричарда Купера хорошая работа, жена и двое детей. Но ему скучно, и совместное посещение с женой психолога не помогают. Из прошлого в настоящее возвращается его подруга, которая предоставляет ему шанс переосмыслить многое в своей жизни или просто изменить своей жене.

## В ролях
| Актёр            | Роль                              |
| ---------------- | --------------------------------- |
| Крис Рок         | Ричард Купер                      |
| Керри Вашингтон  | Никки Тру                         |
| Джина Торрес     | Бренда Купер жена Ричарда         |
| Стив Бушеми      | Джордж                            |
| Эдвард Херрманн  | мистер Лендис                     |
| Уэлкер Уайт      | Мэри                              |
| Саманта Айверс   | Трейси                            |
| Майкл К. Уильямс | Тедди                             |
| Кассандра Фримен | Дженнифер                         |
| Стивен А. Смит   | Аллен                             |
| Уэнделл Пирс     | Шон                               |
| Милан Ховард     | Келли Купер дочь Ричарда и Бренды |
| Роз Райан        | хозяйка гостиницы                 |
| Кристина Видал   | Кэнди                             |
| Элиза Куп        | Лиза                              |